# 2017년 뉴욕 영화제
제55회 뉴욕 영화제는 2017년 9월 28일에 열린 시상식이다.

## 수상 (비경쟁)

### 장편 상영작
- 라스트 플래그 플라잉 - 리처드 링클레이터
- 원더스트럭 - 토드 헤인즈
- 원더 휠 - 우디 앨런
- 산책하는 침략자 - 구로사와 기요시
- 120 비츠 퍼 미닛 - 로빈 캉필로
- 콜 미 바이 유어 네임 - 루카 구아다니노
- 그 후 - 홍상수
- 페이시스 플레이시스 - 아녜스 바르다
- 펠리시테 - 알랭 고미
- 더 플로리다 프로젝트 - 션 베이커
- 이스마엘스 고스트 - 아르노 데스플레생
- 레이디 버드 - 그레타 거윅
- 렛 더 선샤인 인 - 클레어 드니
- 러버 포 어 데이 - 필립 가렐
- 더 마이어로위츠 스토리스 - 노아 바움백
- 마담 하이도 - 세르쥬 보종
- 머드바운드 - 디 리스
- 밤의 해변에서 혼자 - 홍상수
- 희망의 건너편 - 아키 카우리스마키
- 더 라이더 - 클로이 자오
- 스푸어 - 아그네츠카 홀란드 외 1명
- 더 스퀘어 - 루벤 외스틀룬드
- 델마 - 요아킴 트리에
- 베스턴 - 발레스카 그리스바흐
- 자마 - 루크레시아 마르텔

### 단편 프로그램
- 헷지혹스 홈 - 에바 크비자노빅
- 올 오버 더 플레이스 - 마리아나 산귀네띠
- 조용한 밤 - 치우 양
- 더기 - 마트베이 픽스
- 스캐폴드 - 카직 라드완스키
- 본본 - 라칸 마야시
- 크레스윅 - 나탈리 에리카 제임스
- 더 라스트 라이트 - 안헬리타 멘도자
- 버스데이 - 비아바튼 알베르토
- 프로그램 - 가브리엘 드 우리오스트
- 옴브레 - 후안 파블로 아리아 무노즈
- 드립 드롭 - 조나 닐슨
- 히치하이커 - 데미안 파워
- 언프레지던티드 - 제이슨 지암피에트로
- 치얼 업 베이비 - 아디나 댄시거
- 더 레이오버 - 애슐리 코너 외 1명
- 마이 네퓨 에멧 - 케빈 윌슨 Jr.
- 더 로드 투 마그나산티 - 존 윌슨
- 미스터 옐로우 스웨트셔츠 - 파코 벨레즈 외 1명
- 쿠글리 - 자비에르 마라데스
- 더 브릭 하우스 - 엘리안 에스더 보츠
- 더 트루 테일즈 - 루시앙 모놋
- 투 - 리카르도 지아코니
- 더 디신헤리티드 - 로라 페레스

### 스페셜 이벤트
- 젠틀 크리처 - 세르히 로즈니차
- 오페라 하우스 - 수잔 프롬키
- 판도라의 상자 - 게오르그 빌헬름 파브스트
- 스필버그 - 수잔 라시
- 트러블 노 모어 - 제니퍼 르보
- 위드아웃 어 넷: 더 디지털 디바이드 인 아메리카 - 로리 케네디
- 히포크라틱 오스 - 클로드 란즈만
- 발루티 - 클로드 란즈만
- 노아스 아크 - 클로드 란즈만
- 더 메리 플리 - 클로드 란즈만

### 스포트라이트 온 다큐멘터리
- 아서 밀러: 라이터 - 레베카 밀러
- 붐 포 리얼: 더 레이트 틴에이지 이어즈 오브 진-미셸 바스키아 - 사라 드라이버
- 시에로 - 앨리슨 매캘핀
- 디드 유 원더 후 파이어드 더 건? - 트라비스 윌커슨
- 사막, 바다 - 조슈아 보네타 외 1명
- 필름워커 - 토니 지에라
- 헬 오브 미러스 - 에나 탈라키크 외 1명
- 제인 - 브렛 모겐
- 존 디디온: 더 센터 윌 낫 홀드 - 그리핀 던
- 노 스톤 언턴드 - 알렉스 기브니
- 빅토리아 피아차 - 아벨 페라라
- 더 레이프 오브 레시 테일러 - 낸시 부이르스키
- 씨 소로우 - 바네사 레드그레이브
- 어 스킨 쏘 소프트 - 드니 코테
- 스피크 업 - 스테판 데 프레이타스
- 더 베너러블 W. - 바벳 슈로더
- 보여 - 마일즈 케인 외 1명
- C'est presque au bout du monde - 마티유 아말릭
- Zorn - 마티유 아말릭
- Music Is Music - 마티유 아말릭

### 회고전
- 엔젤 페이스 - 오토 프레밍거
- 블러드 온 더 문 - 로버트 와이즈
- 케이프 피어 - J. 리 톰슨
- 케이프 피어 - 마틴 스코세이지
- 십자포화 - 에드워드 드미트릭
- 데드 맨 - 짐 자무쉬
- 엘도라도 - 하워드 혹스
- 잘 가요 내 사랑 - 딕 리처즈
- 에디 코일의 친구들 - 피터 예이츠
- 히즈 카인드 오브 우먼 - 존 패로우
- 홈 프롬 더 힐 - 빈센트 미넬리
- 러스티 맨 - 니콜라스 레이
- 마카오 - 조셉 폰 스턴버그
- 나이스 걸즈 돈 스테이 포 브렉퍼스트 - 브루스 웨버
- 사냥꾼의 밤 - 찰스 로튼
- 과거로부터 - 자크 투르뇌르
- 추적 - 라울 월쉬
- 돌아오지 않는 강 - 오토 프레밍거
- 지 아이 조의 이야기 - 윌리엄 A. 웰먼
- 틸 디 엔드 오브 타임 - 에드워드 드미트릭
- 썬더 로드 - 아서 리플리
- 트랙 오브 더 캣 - 윌리엄 A. 웰먼
- 언더커런트 - 빈센트 미넬리
- 원더풀 컨츄리 - 로버트 패리시
- 암흑가의 결투 - 시드니 폴락

### 프로젝션스
- 카니바 - 루시엔 캐스팅-테일러
- 잠자리의 눈 - 쉬빙
- 일렉트로-피타고라스 (어 포트레이트 오브 마틴 바틀렛) - 루크 포울러
- 르 포트 데스 풀스 - 나리마네 마리
- 굿 럭 - 벤 러셀
- 옥시덴탈 - 닐 벨루파
- 톤슬러 파크 - 케빈 제롬 에버슨
- 더 월들리 케이브 - 저우 타오
- 사이코신세시스 - 바버라 해머
- 내가 사랑하는 여인들 - 바버라 해머
- 오디언스 - 바버라 해머
- 노 노 누키 TV - 바버라 해머
- 스틸 포인트 - 바버라 해머
- 머니 - 마이크 헨더슨
- 아트 - 마이크 헨더슨
- 더 쉐이프 오브 띵스 - 마이크 헨더슨
- 더 라스트 서퍼 - 마이크 헨더슨
- 웬 & 웨어 - 마이크 헨더슨
- 다운 히어 - 마이크 헨더슨
- 마더스 데이 - 마이크 헨더슨
- 피치포크 앤 더 데빌 - 마이크 헨더슨
- 디비전 무브먼트 투 붕따우 - 벤자민 크로티 외 1명
- 웨어에버 유 고, 데어 위 아 - 제시 맥클린
- IFO - 케빈 제롬 에버슨
- 실리카 - 피아 보그
- 플로레스 - 호르헤 제이콤
- 패턴 랭귀지 - 피터 버
- .TV - G. 앤서니 스바텍
- 디스럽션 - 벨리트 사
- 디스로케이션 블루스 - 스카이 호핀카
- 러버 코티드 스틸 - 로렌스 아부 함단
- 더 크랙-업 - 조나단 슈왈츠
- 세인트 베이선스 레피티션스 - 알렉상드르 라로즈
- 셰이프 오브 어 서피스 - 나즐리 딘셀
- 웨이스트랜드 넘버 1: 아던트, 버던트 - 조디 맥
- 온 제너레이션 앤드 커럽션 - 타카시 마키노
- 아트 앤 세프트 - 사라 마겐하이머
- 필터 - 야코 팔라스부오
- 시멘 이즈 더 피스 오브 드림스 - 스티브 레인케
- 이어 - 보이체흐 바코스키
- 브리짓 - 샤를로트 프로저
- 타워 XYZ - 아요 아킹베이드
- 라이드 라이크 라이트닝, 크래쉬 라이크 썬더 - 펀 실바
- 플루이드 프런티어 - 에브라임 애실리
- 온워드 로스레스 팔로우 - 마이클 A. 로빈슨
- 에이리언스 - 루이스 로페즈 카라스코
- 바브스, 웨이스트랜드 - 마르타 마테우스
- 판타지 센텐시스 - 데인 콤리엔
- 미씽 인-비트윈 더 피지컬 프로퍼 - 올리비아 시움모
- 더 웰페어 오브 토마스 오 핼리씨 - 던컨 캠벨

### 리바이벌스
- 라탈랑트 - 장 비고
- 도박사 봅 - 장 피에르 멜빌
- 용암의 집 - 페드로 코스타
- 랑주씨의 범죄 - 장 르누아르
- 나일의 딸 - 허우 샤오시엔
- 비밀의 아이 - 필립 가렐
- 작은 독립영화사의 흥망성쇠 - 장 뤽 고다르
- 할렐루야 더 힐즈 - 아돌파스 메카스
- 루시아 - 움베르토 솔라스
- 올드 다크 하우스 - 제임스 웨일
- 노래하는 여자, 노래하지 않는 여자 - 아녜스 바르다
- 폭로자 - 필립 가렐
- 희생 - 안드레이 타르코프스키
- 산쇼다유 - 미조구치 겐지
- 치카마츠 이야기 - 미조구치 겐지

### 컨버전스
- 카타토닉 - 가이 쉘머딘
- 뮬 - 가이 쉘머딘
- 나이트 나이트 - 가이 쉘머딘
- Look But With Love - 샤민 오바이드-차노이
- Reality Jockeys - Vizor
- Sanctuaries of Silence - Adam Loften 외 1명
- Virtual Virtual Reality - Tender Claws
- Her Story - Sam Barlow
- Mind Trapped - Claire Carre
- Loop Record - Nicolai Troshinsky
- PRY - Tender Claws
- Cibele - Nina Freeman
- Last Night - Dejobaan Games